# Arroz con pato

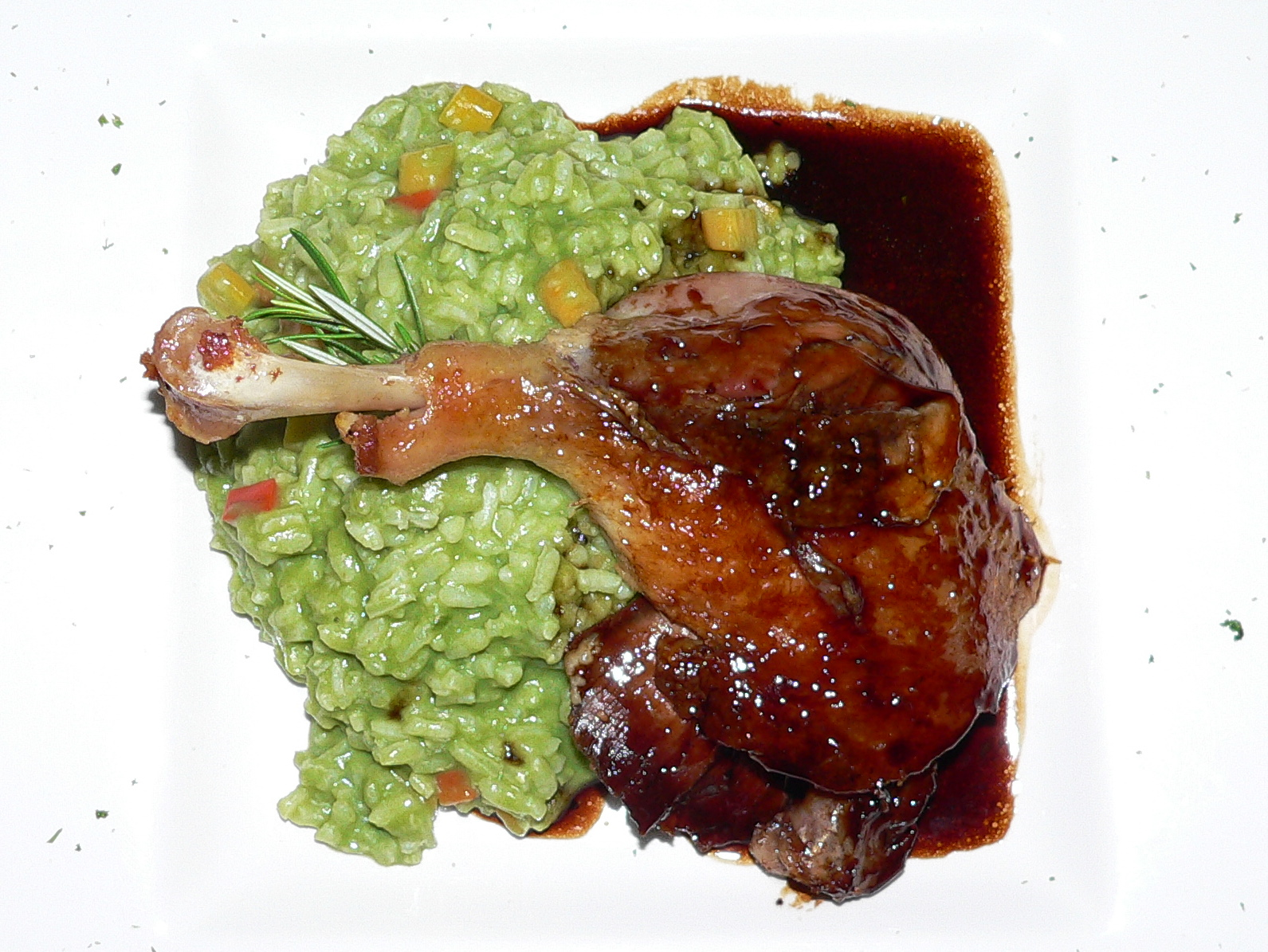
Arroz con pato, versión limeña.

El arroz con pato es una comida típica de la región Lambayeque en el Perú. Este plato guarda relación con el arroz con pollo, otro plato típico de la cocina peruana.

## Historia
El plato es originario del siglo XIX cuando también se le conocía como «pato con arroz», «pato con arroz a la chiclayana» o «arroz con pato de Lambayeque». Las referencias más antiguas del plato datan del año 1860 por parte del poeta granadino Próspero Pereyra Gamba.

## Descripción
Perú: Como su nombre indica, el arroz con pato es un plato de arroz, picante y ácido, cuyos ingredientes principales son el pato, macerado en ajo y vinagre, ají amarillo que le da el picor y un arroz verdoso gracias al culantro que se añade. Es común añadir en la cocción una cantidad al gusto de cerveza negra o de chicha de jora. Se sirve acompañado con salsa criolla. Existen variantes que remplazan el culantro por palillo, para darle un color amarillo.
Venezuela: Estado Bolívar (Guayana) – Región con más variantes
Es la zona donde el arroz con pato tiene mayor presencia y creatividad.
Se preparan versiones como:
Arroz con pato rojo: con achiote (onoto) tomate, pimentón, ají rojo dulce, especias y vegetales. Dentro de esta hay una variante que lleva papelón, donde se sofríe junto a verduras y vegetales más carne de pato. 
Arroz con pato verde: con cilantro, cebollín, ajo porro, albahaca y culantro. 
Arroz con pato amarillo: con cúrcuma, noto, curry. Dentro de esta hay una variante que lleva leche de coco. 
Incorporan influencias hindúes (por presencia de comunidades indo-guayanesas), mediterráneas y criollas.
Se usa el pato criollo guayanés, criado en patios o fincas.
Plato presente en fiestas patronales, reuniones familiares, ferias gastronómicas.
Acompañamientos populares son: yuca y plátano frito, yuca en mojo, ensalada de aguacate y palmito, también está la versión donde el arroz con pato lleva frijoles (palo a pique de pato)